# 찰스 제인웨이
찰스 제인웨이(Charles Alderson Janeway, Jr., 1943 – 2003)는 선천면역 (innate immunity)의 현대 분야를 창조한 면역 학자이다. 국립과학아카데미 (National Academy of Sciences )의 회원이었던 그는 Yale University 의대에서 교수직을 역임했으며 Howard Hughes Medical Institute (HHMI) 책임연구원이었다.

## 어린 시절
1943년 2월 5일 보스턴에서 아버지 Charles A. Janeway와 어머니 Elizabeth B. Janeway 사이에 태어난 제인웨이는 매사추세스주 웨스턴에서 자랐다. 그는 뉴헴트셔주에 있는 필립스 엑스터(Phillips Exeter Academy)고등학교를 졸업하고 Harvard 대학에서 1963년 상위 5%의 학점을 받으며 (summa cum laude, 최우수학생) 화학 학사 학위를 받았다. 의학에 대한 그의 관심은 부모로부터 전해진 영향이 큰 것으로 보인다. 그의 아버지 Charles Alderson Janeway는 1946년부터 1974년까지 Boston Children 's Hospital의 수석의사(physician in chief)였고 그의 어머니는 Boston Lying-In Hospital의 사회복지사였다.
1969년 하버드 의과대학에서 의학 학위를 취득한 Janeway는 저명한 의사로 계승되는 긴 가족 계열에 합류했다. 그의 아버지 외에도 할아버지인 Theodore C. Janeway는 Johns Hopkins University School of Medicine의 최초의 전임 의과대학 교수였으며 그의 증조 할아버지인 Edward G. Janeway는 뉴욕시 보건 국장 (Health Commissioner)이었다.

## 경력
Janeway는 하버드(Harvard) 대학의 휴 맥데비트(Hugh McDevitt ), 영국 국립의학연구소(National Institute for Medical Research)의 존 험프리(John Humphrey ), 영국의 케임브리지 대학교(Cambridge University)의 로빈 쿰스(Robin Coombs)들과 기초과학 연구를 훈련받았다. 그는 보스턴의 Peter Bent Brigham Hospital에서 내과 인턴쉽을 마쳤다. 메릴랜드주 베데스다(Bethesda)에 있는 국립 보건원 (National Institutes of Health)에서 윌리암 폴 (William E. Paul)과 5년 간의 면역학 연구와 스웨덴 웁살라 대학 (Uppsala University)에서 Hans Wigzell과 2년 간 연구한 후 1977년 Yale 교수진에 합류했다. 그 후 1983년 병리학과 교수로 승진했으며 1988년 예일대학교 의과대학에 새로 만들어진 면역생물학 분과 (Section of Immunobiology)를 창립하는데 주요 공헌을 하였다. Section of Immunobiology는 1998년도에 설립된 현재의 면역학과의 전신이다.
Janeway는 그의 세대의 가장 영향력 있는 면역학자 중 한명으로 현재 면역학의 기초가 되는 많은 개념을 수립하였다. 그는 T 림프구 생물학에 대한 우리의 이해에 큰 공헌을 하였다. 그는 감염에 대한 첫 방어선인 선천성면역에 대한 현대 이론을 수립하고 연구를 개척하였다.
Janeway는 1989년에 적응성면역반응(adaptive immune response)의 활성화가 진화적으로 훨씬 더 오래된 선천적면역계(innate immune response)에 의해 통제된다고 예측하였다. 그는 선천적 면역인식이 병원체의 패턴을 인식할 것이라는 패턴인식 이론(pattern recognition theory)을 제안하였고 적응면역의 선천적 조절 원리를 제안하였다. 이러한 예측은 이후 몇 년 동안 여러 학자에 의해 점차 확인되었으며, 현재 선천면역계의 현재 이해와 선천면역과 적응면역 사이의 연결을 위한 개념적 틀을 형성하고있다. 이 기본적인 그의 이론은 2011년 노벨의학상을 수상하게 되었고 그가 이미 별세한 후였기 때문에 그의 동료와 후배들에 의해 그의 업적이 인정을 받게 되었다. 그의 이론은 이미 1989년 발표된 논문, Approaching the asymptote Evolution and revolution in immunology (https://pubmed.ncbi.nlm.nih.gov/2700931/), 에 잘 설명되고 있다.
Janeway는 이 외에도 여러 분야의 면역학에 중요한 기여를 하였다. Janeway는 그의 박사후 과정 여러 연구원과 함께 자체 항원이 MHC 클래스 II 분자와 어떻게 결합하는지를 밠혔다. 이외에도 T 임파구의 수용체 (T cell antigen receptor)가 어떤 형태로 MHC 클래스 II 분자와 접촉하는지에 대한 기초적인 이해를 제공하였다 (9). 이 밖에도 그의 연구가 기초를 이루고 있지 않은 면역 분야는 생각하기 어려울 정도이다.
Janeway는 전 세계적으로 애용되는 면역학 표준 교과서인 Immunobiology 의 주요 저자로 1993년에 Yale 대학교 의과대학생을 상대로 강의한 것을 교재로 만들었다고 전해진다. 그 이후 2004년까지 그가 직접 참여한 새로운 변경된 버젼을 제 6판까지 출간하였다. 2008년 이후 Ken Murphy를 비롯한 많은 동료 및 후배들이 대를 이어 Immunobiology를 갱신 출판하였다. 최근에 출판 된 변경판 들은 제인웨이를 기념하여 Janeway의 면역생물학(Janeway's Immunobiology)으로 이름이 바뀌었다. 또한 그는 300 편이 넘는 과학 논문을 발표했고 많은 것들이 면역학의 개념을 바꿔놓거나 정립하는 논문들이었다.
Janeway는 Trudeau Institute 및 Federation of American Societies for Experimental Biology (FASEB)을 포함한 여러 연구소의 이사로서 활동하였고, 또한 1997-1998년 미국 면역학자 협회(American Association of Immunologists) 회장을 역임하였다.
Janeway는 Kim Bottomly, Ph.D.와 결혼하여 Katherine A. Janeway, MD, Hannah H. Janeway, MD 및 Megan G. Janeway, MD의 세 딸을 두었다. 세 딸 모두 가족의 전통을 이어가며 의학에 종사하고 있다. 그는 2003년 4월 12일 뉴헤이븐 자택에서 별세하였다.

## 수상
- 2003년 암 연구소 Institute of William B. Coley Award
- 2001 미국 면역 학자 협회 평생 공로상 수상[8]
- 에이버리 랜드 스타이너 상
- Yale University, Bohmfalk Teaching Award (1991)

## 참고 문헌
- Janeway 등. 면역생물학 . 제 7판 ISBN   0-8153-4101-6 . (5th ed.는 NCBI에서 무료로 볼 수있습니다. 이 페이지를 참조 하십시오 .) )

1. 1 2  O'Connor, Anahad (2003년 4월 27일). “Dr. Charles Janeway Jr., 60, Expert on Immune System, Dies”. 《The New York Times》 (미국 영어). ISSN 0362-4331. 2019년 5월 25일에 확인함.
2. ↑  Janeway, Charles A. (2002). “A Trip Through my Life With an Immunological Theme”. 《Annual Review of Immunology》 (영어) 20 (1): 1–28. doi:10.1146/annurev.immunol.20.080801.102422. ISSN 0732-0582.
3. ↑  Medzhitov, R. (2013년 11월 1일). “Pattern Recognition Theory and the Launch of Modern Innate Immunity”. 《The Journal of Immunology》 (영어) 191 (9): 4473–4474. doi:10.4049/jimmunol.1302427. ISSN 0022-1767.
4. ↑  Janeway Jr, CA (1989). “Approaching the asymptote? Evolution and revolution in immunology”. 《Cold Spring Harbor Symposia on Quantitative Biology》. 54 Pt 1: 1–13. doi:10.1101/sqb.1989.054.01.003. PMID 2700931.
5. ↑  Medzhitov, Ruslan (2009). “Approaching the Asymptote: 20 Years Later”. 《Immunity》 30 (6): 766–775. doi:10.1016/j.immuni.2009.06.004. PMID 19538928.
6. ↑  Janeway Jr., Charles;  외. (1988). “An external stimulus that mimics Mls locus responses”. 《J Immunogenetics》 15 (1–3): 161–168. doi:10.1111/j.1744-313X.1988.tb00418.x.
7. ↑  Rudensky, Alexander; Preston-Hurlburt P; Hong SC; Barlow A; Janeway CA Jr (1991). “Sequence analysis of peptides bound to MHC class II molecules”. 《Nature》 353 (6345): 622–627. Bibcode:1991Natur.353..622R. doi:10.1038/353622a0. PMID 1656276.
8. ↑  “Past Recipients”. 《The American Association of Immunologists》. 2018년 9월 19일에 확인함.

9. Soon-Cheol Hong, AdinaChelouche, Rong-hwaLin, DavidShaywitz, Ned S.Braunstein, LaurieGlimcher, Charles A.JanewayJr (1992). "An MHC interaction site maps to the amino-terminal half of the T cell receptor α chain variable domain. (Cell). DOI:https://doi.org/10.1016/0092-8674(92)90618-M
∗https://www.sciencedirect.com/science/article/pii/009286749290618M